# سمر طاهر
سمر طاهر، سمر طاهر كاتبة وسيناريست مصرية من مواليد المنصورة (مصر) عام 1978.

## الدراسة
حصلت على درجة الماجستير في الإعلام الدولي من كلية الإعلام (جامعة القاهرة)جامعة القاهرة عام 2008 ، حيث قدمت بحثاً حول موضوع العوامل التي تحكم اختيار الأخبار الدولية في وسائل الإعلام المصرية.
كما درست السيناريو والنقد السينمائي نقد سينمائي بأكاديمية رأفت الميهي لفنون وتكنولوجيا السينما

## الحياة العملية
عملت كمحررة ومترجمة للأخبار في الإذاعة المصرية . كما عملت ككاتبة مقال في عدد من المجلات العربية وعدد من الجرائد المصرية مثل الوفد (جريدة) واليوم السابع والدستور (جريدة مصرية) والتحرير (جريدة مصرية) واليوم الجديد 
. بالإضافة إلى عدد من المواقع الإلكترونية مثل موقع نون المهتم بقضايا المرأة، وموقع زائد 18 
اهتمت الكاتبة بقضايا المرأة في المجتمع المصري بشكل خاص، وتنوعت كتاباتها ما بين المقال والقصة قصيرة والنقد الفني وأدب الرحلات. كما أن الكاتبة عضوة بالمجلس المصري لكتب الأطفال، حيث قامت بالمشاركة في عدد من ورش الحكي والكتابة للطفل، من أهمها الدورة الأولى لمهرجان حكاوي الدولي للفنون والذي أقيم برعاية المنظمة الفرنكوفونية للفنون بالقاهرة، والذي استضاف مؤلفين من مختلف دول العالم تحت شعار حكايات بكل اللغات منهم الكاتبة الايرلندية Cliodhna Noonan، حيث مثلت الكاتبة سمر طاهر مصر.
كما شاركت في ورشة كتابة للأطفال ذوي الاحتياجات الخاصة نظمتها الهيئة اللبنانية لكتب الأولادLBBY بالاشتراك مع الكاتب السويدي بير نيلسون Per Nilsson والكاتبة السويدية كريستينا والدن Christina Wahldén
وكانت المؤلفة عضوة في الوفد المصري الذي قام بزيارة عدد من المجلات والقنوات ودور النشر المتخصصة في أدب أطفال للاطلاع على أساليب العمل بها مثل مؤسسات ديزني وعالم سمسم ودار نشر سكولاستيك Scholastic Corporation في عام 2015 تحت إشراف السفارة الأمريكية بالقاهرة.
كما قامت المؤلفة بعقد عدد من جلسات الحكي والقراءة للأطفال في القاهرة والإسكندرية ودبي.

## الأعمال (السيناريو)
الكاتبة عضوة بنقابة المهن السينمائية، لها العديد من الأعمال الهامة في مجال كتابة السيناريو والحوار لعدد من الأعمال الفنية:
- قامت بكتابة سيناريو وحوار فيلم اتجاه واحد[17] الروائي القصير الذي شارك في عدة مهرجانات منها مهرجان الخرطوم للفيلم العربي 2016 والمهرجان القومي للسينما المصرية 2016
- قامت بكتابة قصة وسيناريو وحوار المسلسل الكوميدي السبع صنايع[18] في إطار ورشة عمل تضم عدد من الكتاب الشباب.
- شاركت في كتابة حوار مسلسل حجر جهنم من تأليف السيناريست هالة الزغندي، من خلال ورشة كتابة.

## الأعمال (الأدب الساخر)[19]
- ومن المؤلفات الأخرى للكاتبة سمر طاهر الكتاب الساخر نساء لا يأكلن الشاورما[20][21] عن دار المصري للنشر والتوزيع. وكتاب كل البنات حلوين[22] الصادر عن دار الشروق وهو تأليف مشترك بين الكاتبة وعدد من كاتبات موقع نون النسوة
- كما قامت المؤلفة بالكتابة في مجال الأدب الساخر من خلال مدونتها التي عالجت القضايا الزوجية بشكل ساخر تحت عنوان جوابات حلاوة القط، والتي قامت صحيفة اليوم السابع بنشر كتاباتها تحت عنوان يوميات زوجة عصرية.
- وللمؤلفة سمر طاهر ايضاً عدد من الكتب في مجال الاعلام اهمها كتاب (الإعلام في عصر الهيمنة الأمريكية، كيف أصبحت أمريكا سيدة العالم في مجال الإعلام)[23][24] عن دار نهضة مصر، وقد قامت جامعة عين شمس بتكريم الكاتبة في ندوة خاصة حول تحديات الإعلام والعولمة في مصر والعالم.

## الأعمال (أدب الأطفال)
كما اشتهرت المؤلفة سمر طاهر بالكتابة للطفل ، حيث أصدرت عدد من الكتب التي تنتمي لأدب الأطفال عن دور نشر مصرية وعربية مختلفة. من أشهرها:
- سلسلة حكايات ليلى[26] عن دار نهضة مصر للنشر وتضم أربع قصص هي ليلى تسرح شعرها[27]، ليلى تقلد الأصوات، ليلى ترتب غرفتها[28]، وليلى تأكل طعامها. والكتب متوافرة للقراءة في عدد من المكتبات منها مكتبة الإسكندرية ومكتبة ستوكهولم العامة، ومكتبات دبي العامة.
- كما أصدرت المؤلفة عدد من كتب الأطفال[29] عن دار نشر أصالة اللبنانية منها قصة فستان جديد[30] وشطيرة سارة[31].. وبعض العناوين الأخرى تحت الطبع.